# 过年回家
过年回家是1999年中国导演张元的电影作品，同时也是演员李冰冰的第一部引起瞩目的电影。
电影最初没有在中国大陆公映，源于张元导演所拍的电影都属于地下电影，都没有通过中国广电总局的审核，不过该电影曾在2006年在中央电视台的电影频道播放，得到解禁。

## 演员名单
- 李冰冰饰陈　洁
- 刘　琳饰陶　兰
- 李野萍饰
- 梁　松饰
- 李　芸饰

## 所获奖项
该部电影获得多项奖项，曾获得第56届威尼斯国际电影节最佳导演奖。